# Шабалинів
Шабали́нів — село в Україні, у Коропській селищній громаді Новгород-Сіверського району Чернігівської області. Населення становило 1646 осіб у 2001 році. Від 2016 орган місцевого самоврядування — Коропська селищна рада.

## Символіка
На гербі зображений корабель що пливе під вітрилами по річці Десна. Корабель символізує Віру Богданівську-Попову, одну з перших у східній Європі жінок-хіміків. Під кораблем зображені дві шаблі що вказує на назву населеного пункту (герб є промовистим). Зелений колір - красу місцевої природи і що село лежить на Поліссі.

## Історія
Засноване на початку XVII ст. на території Чернігівського воєводства Речі Посполитої. З початком Визвольної війни Богдана Хмельницького тимчасово входило до складу Сосницького полку, пізніше — Ніжинського полку (до 1782). Значна частина мешканців зберегла статус козака і після анексії Гетьманщини — протягом усього часу Російської імперії.
Кілька поміщицьких родів пустили у козацькому селі корені. Найбільш відома родина — Якова Попова, дружина якого — Віра Богданівська — наполегливо працювала над розвитком інфраструктури села та загальної освіти у Шабалинові.
1897 побудована дерев'яна Миколаївська церква.
З 1917 — у складі УНР. З квітня 1918 — в Українській державі Гетьмана Павла Скоропадського. З 1921 — стабільний російсько-більшовицький режим. 1932—1933 село постраждало внаслідок геноциду українського народу, проведеного урядом СССР. 1934 також зафіксовано голод, але вже внаслідок природних обставин та зруйнованої інфраструктури місцевих господарств. Група переселенців з Російської Федерації не змогла закріпитися у селі і була виведена за його межі.
З вересня 1941 — німецька влада. У селі дозволено відновити православне життя, відкрито церкву, закриту росіянами. 1943 — сталіністи повернулися, провівши насильницьку мобілізацію, зокрема з неповних родин та неповнолітніх.
1946 у селі знову проведено голодоморні акції, які включали в себе конфіскацію усього їстівного під виглядом запровадження непомірних продуктових податків.
З 1991 — у складі України. 2004 та 2014 частина мешканців села брала участь у Помаранчевій революції та Революції гідності. У травні 2014 року у селі демонтовано монумент російському політику Владіміру Леніну — один з епізодів явища, відомого як «Ленінопад»
24 травня 2015 р. благочинний Коропського округу архімандрит Миколай (Путря) звершив чин закладки храму в селі на честь святителя і чудотворця Миколая. [Архівовано 26 травня 2015 у Wayback Machine.]
12 червня 2020 року, відповідно до розпорядження Кабінету Міністрів України № 730-р «Про визначення адміністративних центрів та затвердження територій територіальних громад Чернігівської області», увійшло до складу Коропської селищної громади.
19 липня 2020 року, в результаті адміністративно-територіальної реформи та ліквідації Коропського району, увійшло до складу Новгород-Сіверського району Чернігівської області.
У жовтні 2022 року школа села отримала від ЮНЕСКО ноутбуки.

## Археологія
Біля села виявлено городище із знахідками бронзової (ІІ тис. до н. е.), ранньозалізної (V—VI ст. до н. е.) доби, ранньослов'янського часу (IX—X ст.), поселення неоліту і бронзи (IV—II тис. до н. е.), ранньозалізної доби (VI—V ст. до н. е.), ранньослов'янського часу (III—VIII ст.), а також кургани ранньозалізної доби (VI—V ст. до н. е.).

## Економіка
- Шабалинівський спиртовий завод

## Пам'ятки
- Шабалинів Бір — ботанічний заказник місцевого значення.
- Склеп доктора хімічних наук Віри Богдановської у вигляді деснянського пароплава.

## Відомі люди
- Дудко Федір Степанович (нар. 7 травня 1885 — 1 березня 1962) — український письменник, публіцист і журналіст.
- Віра Богданівська-Попова (1867—1896) — одна з перших у східній Європі жінок-хіміків.
- Брусило Йосип Йосипович — член Української Центральної Ради.
- Шаповал Ілько Ісакович — поручник армії УНР.